# Vérin
Vérin település Franciaországban, Loire megyében. Lakosainak száma 655 fő (2022. január 1.). Vérin Les Roches-de-Condrieu, Saint-Clair-du-Rhône, La Chapelle-Villars, Chuyer, Saint-Michel-sur-Rhône és Condrieu községekkel határos.

## Népesség
A település népessége az elmúlt években az alábbi módon változott:
| Lakosok száma | 404  | 435  | 512  | 722  | 683  | 676  | 669  | 664  | 663  | 655  |
|               | 1968 | 1982 | 1990 | 2006 | 2013 | 2015 | 2017 | 2019 | 2020 | 2022 |